# Schulzenhof (Gehöft)
Der Schulzenhof war der Bauernhof, auf dem der Dorfschulze (Sculetus, Schultheiß oder Schulte) lebte. Der Dorfschulze war der Ortsvorsteher eines Dorfes und stand zwischen dem Landesherrn und den Bauern. Er musste, zusammen mit den Schöffen, für Recht und Frieden in der Dorfgemeinschaft sorgen.
Der Schulzenhof war ursprünglich der größte Hof eines Dorfes, größer als die normalen Acker- und Halbackerhöfe und die Kossathen- und Grundsitzerstellen. Wie auch bei anderen Bauernhöfen verringerten sich die Flächen durch Erbteilungen oder Auszahlungen der Geschwister über die Jahrhunderte.
War der Hof ein Lehnschulzenhof, so ging das Schulzenamt mit dem Besitz des Hofes einher. Beim Tod des Lehnschulzen wurde das Schulzenamt auf den ältesten männlichen Nachfahren vererbt. War kein männlicher Erbe vorhanden, so wurde der Hof an eine Tochter vererbt und das Amt übernahm der angeheiratete Mann.
Im 16. Jahrhundert gelang es den adeligen Grundherren in Brandenburg, durch rechtliche Veränderungen viele Lehnschulzenhöfe in ihren Besitz zu bringen. So durften sie ab 1517 Lehnschulzenhöfe, auf denen die männliche Erbfolge abgerissen war, einziehen und in Eigenbesitz überführen. Ab 1540 konnten sie sogar in Betrieb befindliche Lehnschulzenhöfe auskaufen, um sie zu Rittergütern auszubauen.